# Tintura officinale
La tintura officinale (o tintura FU) è una preparazione liquida erboristica che si ottiene macerando in alcool la pianta secca (a differenza della tintura madre in cui si usa, invece, la pianta fresca). 
Il rapporto tra il peso della pianta e la quantità del solvente alcolico è di circa 1 a 5 (1:5) mentre l'alcool presenta una gradazione oscillante tra i 60° e gli 80°.
In alcuni casi particolari (come per lo zafferano, la digitale o il peperoncino) il rapporto tra la droga usata ed il solvente è di 1:10.
Così come per la tintura madre anche la tintura officinale non è titolata, per cui presenta un quantitativo di principi attivi che può essere variabile.